# Rudańce
Rudańce – wieś na Ukrainie w rejonie lwowskim (wcześniej w rejonie kamioneckim) należącym do obwodu lwowskiego.
W pobliżu znajduje się przystanek kolejowy Rudańce, położony na linii Lwów – Łuck – Kiwerce.
Wieś położona była w ziemi lwowskiej, należała do Radziwiłłów.